# Roswell K. Colcord
Roswell Keyes Colcord (ur. 25 kwietnia 1839, zm. 30 października 1939) – amerykański polityk, siódmy gubernator Nevady. Sprawował urząd w latach 1891–1895.
Urodził się w Searsport w stanie Maine. Przyjechał do Nevady w 1870 roku i zrobił karierę jako inżynier górnictwa. Odbywał także praktyki prawnicze i stał się jednym z najbardziej cenionych adwokatów w stanie.
Wybrany gubernatorem z ramienia Partii Republikańskiej. Wzmocnił gospodarkę i podpisał pierwszą stanową ustawę.
Po jednej kadencji, dyrektor Mennicy Stanów Zjednoczonych w Carson City. Sprawował ten urząd w latach 1898–1911.
Zmarł z przyczyn naturalnych.